# 라니아케아 초은하단
라니아케아 초은하단(영어: Laniakea Supercluster)은 태양계, 지구 등을 포함한 우리 은하가 위치한 초은하단이다. 2014년 9월, 하와이 대학교의 R. 브렌트 툴리가 이끄는 천문학자 집단이 은하의 상대속도에 따른 새로운 초은하단 정의 방법을 발표하면서 밝혀졌다. 국부 초은하단의 새로운 정의는 이전에 정의되었던 국부 초은하단, 이제는 그 부속물인 처녀자리 초은하단도 포함한다. 라니아케아는 국부 초은하단 또는 국부 SCl로도 불리기도 한다.

## 특징
라니아케아 초은하단은 160 메가파섹 (5억 2000만 광년) 만큼 길게 늘어져 있고, 100,000개의 은하들을 포함하고 있다. 속박 질량은 대략 1017 태양질량으로, 우리 은하의 수십만 배이다. 이는 무거운 시계자리 초은하단의 질량과 거의 같다. 이 초은하단은 세 부분으로 구성되어 있는데, 그 부분들은 이전에 초은하단이라 불리던 것들이다.
- 처녀자리 초은하단 우리 은하가 위치해 있는 부분
- 바다뱀자리-센타우루스자리 초은하단 라니아케아 초은하단의 중력 중심점인 거대 인력체를 포함하고 있는 부분
- 공작자리-인디언자리 초은하단

라니아케아 초은하단의 가장 무거운 은하단으로는 처녀자리 은하단, 바다뱀자리 은하단, 센타우루스자리 은하단, 아벨 3565, 아벨 3574, 아벨 3521, 화로자리 은하단, 에리다누스자리 은하단, 직각자자리 은하단이 있다. 초은하단은 약 300 개에서 500 개의 은하단과 은하군을 포함하고 있다. 일부는 근본적으로 관측을 불가능하게 만드는 회피대에 가려져 있기 때문에, 실제 구성원은 그보다 더 많을 것이다.
초은하단은 우주의 가장 거대한 구조 중 하나로, 이것들 간의 경계선을 정의하기가 쉽지 않은데, 특히 내부에서 경계선을 확인하는 것이 어렵다. 연구팀은 국부 은하들의 거대한 집단 운동을 상세히 알아내기 위해서 전파망원경을 이용했다. 초은하단 내에서, 모든 은하들의 운동은 안쪽, 질량중심 방향이 될 것이다. 라니아케아의 경우, 중력적 중심점이 거대 인력체라고 불린다. 이는 우리 국부 은하군(우리 은하가 위치한 작은 은하무리)의 운동과 우리가 위치한 초은하단 도처에 있는 다른 모든 은하들의 운동에 영향을 미친다.

## 발견 방법
우주의 팽창으로부터의 특유의 운동을 구별하기 위한 은하의 운동 분석에 이용된 새로운 방법은 위치상의 정보를 잘 알려주는 방법으로, 약 3억 광년(92 Mpc)까지의 유동 패턴을 보여주는 분석을 가능하게 하는 위너 필터링이다. 이것의 한계와 함께, 라니아케아는 섀플리 초은하단 방향으로 향하는 것으로 보여지는데, 그래서 섀플리와 라니아케아는 더 거대한 복합적인 구조의 일부일 지도 모른다.

## 위치
라니아케아의 이웃 초은하단으로는 섀플리 초은하단, 헤라클레스자리 초은하단, 머리털자리 초은하단, 페르세우스자리-물고기자리 초은하단이 있다. 이러한 초은하단과 라니아케아의 가장자리는 현재 라니아케아의 정의에서 명확하게 알려져 있지 않다.

## 이름
라니아케아(Laniakea)라는 이름이 의미하는 것은 하와이어로 "측정이 불가능할 정도로 넓은 천상"이다. 하와이어 천상을 의미하는 "lani"와 넓은 또는 측정 불가능을 의미하는 "akea"를 합성한 말이다. 이 이름은 카피올라니 공립 대학교의 부교수 Nawa'a Napoleon으로부터 제안된 것으로, 태평양 항해를 위해 하늘의 지식을 이용했던 폴리네시아 항해사를 기리기 위한 것이다.

## 같이 보기
- 은하단
- 국부 공동 - 가장 가까운 공동
- 은하 필라멘트
- 초은하단
- 공동
- 일러스트리스 계획

## 추가 문헌
- R. Brent Tully, Helene Courtois, Yehuda Hoffman, Daniel Pomarède (2014년 9월 2일). “라니아케아 초은하단”. 《Nature》 (2014년 9월 4일) 513 (7516): 71. arXiv:1409.0880. Bibcode:2014arXiv1409.0880T. doi:10.1038/nature13674.